# Gerard de Rooy
Gerard de Rooy (ur. 21 czerwca 1980 w Eindhoven) – holenderski przedsiębiorca i kierowca rajdowy, syn uczestnika Rajdu Dakar – Jana de Rooya. Kierowca ciężarówek DAF oraz Iveco. Wielokrotny uczestnik oraz dwukrotny zwycięzca Rajdu Dakar w kategorii ciężarówek (2012, 2016).

## Kariera
W Rajdzie Dakar debiutował w 2002 roku jako pilot swojego ojca – Jana de Rooya. Od 2004 r. startował jako kierowca w Rajdzie Dakar zdobywając czterokrotnie trzecie miejsce (2004, 2009, 2017, 2019) oraz jednokrotnie drugie miejsce (2014). Zajął również drugie miejsce podczas rajdu Silk Way Rally w 2009 roku. Prowadzi przedsiębiorstwo transportowe w Son en Breugel. Od debiutu w Rajdzie Dakar startuje w kategorii ciężarówek.

## Starty w Rajdzie Dakar
| Rok  | Kategoria                                              | Pojazd                                                 | Pozycja                                                | Wygrane etapy                                          |
| ---- | ------------------------------------------------------ | ------------------------------------------------------ | ------------------------------------------------------ | ------------------------------------------------------ |
| 2002 | Ciężarówki                                             | DAF FAV 85CF 4x4                                       | 6.                                                     | 0                                                      |
| 2003 | Ciężarówki                                             | DAF FAV 85CF 4x4                                       | Nie ukończył                                           | 5                                                      |
| 2004 | Ciężarówki                                             | DAF FAV 85CF 4x4                                       | 3.                                                     | 1                                                      |
| 2005 | Ciężarówki                                             | DAF FAV 85CF 4x4                                       | 5.                                                     | 3                                                      |
| 2006 | Ciężarówki                                             | DAF FAV 85CF 4x4                                       | Nie startował                                          | –                                                      |
| 2007 | Ciężarówki                                             | GINAF X2222 4x4                                        | Nie ukończył                                           | 1                                                      |
| 2008 | Rajd odwołany – zamieniony na The Central Europe Rally | Rajd odwołany – zamieniony na The Central Europe Rally | Rajd odwołany – zamieniony na The Central Europe Rally | Rajd odwołany – zamieniony na The Central Europe Rally |
| 2009 | Ciężarówki                                             | GINAF X2223 4x4                                        | 3.                                                     | 3                                                      |
| 2010 | Nie uczestniczył                                       | Nie uczestniczył                                       | Nie uczestniczył                                       | Nie uczestniczył                                       |
| 2011 | Ciężarówki                                             | Iveco Powerstar Torpedo 4x4                            | Nie ukończył                                           | 0                                                      |
| 2012 | Ciężarówki                                             | Iveco Powerstar Torpedo 4x4                            | 1.                                                     | 5                                                      |
| 2013 | Ciężarówki                                             | Iveco Powerstar Torpedo 4x4                            | 4.                                                     | 6                                                      |
| 2014 | Ciężarówki                                             | Iveco Powerstar Torpedo 4x4                            | 2.                                                     | 3                                                      |
| 2015 | Ciężarówki                                             | Iveco Powerstar Torpedo 4x4                            | 9.                                                     | 0                                                      |
| 2016 | Ciężarówki                                             | Iveco Powerstar Torpedo 4x4                            | 1.                                                     | 3                                                      |
| 2017 | Ciężarówki                                             | Iveco Powerstar Torpedo 4x4                            | 3.                                                     | 2                                                      |
| 2018 | Nie uczestniczył                                       | Nie uczestniczył                                       | Nie uczestniczył                                       | Nie uczestniczył                                       |
| 2019 | Ciężarówki                                             | Iveco                                                  | 3.                                                     | 2                                                      |